# Liste der Baudenkmäler im Bonner Ortsteil Pützchen-Bechlinghoven
Die folgende Liste enthält in der Denkmalliste ausgewiesene Baudenkmäler auf dem Gebiet des Bonner Ortsteils Pützchen-Bechlinghoven im Stadtbezirk Beuel.
Hinweis: Die Reihenfolge der Denkmäler in dieser Liste orientiert sich an den Straßennamen und ist alternativ nach Hausnummern, Denkmallistennummer oder Bezeichnung sortierbar.
Basis ist die offizielle Denkmalliste der Stadt Bonn (Stand: 15. Januar 2021), die von der Unteren Denkmalbehörde geführt wird. Grundlage für die Aufnahme in die Denkmalliste ist das Denkmalschutzgesetz Nordrhein-Westfalens.
| Bild                          | Bezeichnung                                              | Lage                                       | Beschreibung                                                                           | Bauzeit                                   | Eingetragen seit | Denkmal- nummer |
| ----------------------------- | -------------------------------------------------------- | ------------------------------------------ | -------------------------------------------------------------------------------------- | ----------------------------------------- | ---------------- | --------------- |
| weitere Bilder                | St. Adelheidis-Brunnen mit Steinkreuz                    | Adelheidisplatz Karte                      |                                                                                        |                                           |                  | A 838           |
| weitere Bilder                | Kapelle St. Adelheidis                                   | Adelheidisplatz Karte                      |                                                                                        | 18. Jahrhundert                           |                  | A 792           |
| weitere Bilder                | Kirche St. Adelheid am Pützchen                          | Adelheidisplatz 1 / Karmeliterstraße Karte |                                                                                        | um 1724–1728; 1950er Jahre (Wiederaufbau) |                  | A 791           |
| weitere Bilder                | Steinwegekreuz                                           | Alte Schulstraße/Marktstraße Karte         |                                                                                        | 1905                                      | bis Januar 1991  | A 1784          |
|                               |                                                          | Alte Schulstraße 1c Karte                  |                                                                                        |                                           |                  | A 1755          |
| weitere Bilder                | Steinwegekreuz Vilich 1693                               | Am Herz-Jesu-Kloster Karte                 |                                                                                        | 1693                                      |                  | A 1991          |
| weitere Bilder                |                                                          | Glückstraße 30 Karte                       | vierflügelige Fachwerkhofanlage; Wohnhaus teilweise kriegszerstört und wiederaufgebaut | 18./19. Jahrhundert                       |                  | A 1163          |
|                               |                                                          | Glückstraße 33 Karte                       |                                                                                        |                                           |                  | A 1983          |
| ehemaliges Pfarrhaus Pützchen | ehemaliges Pfarrhaus Pützchen                            | Im Thelenpfand 3 Karte                     |                                                                                        |                                           |                  | A 1453          |
| weitere Bilder                | Gesamtanlage ehemalige Klosteranlage „Karmel St. Joseph“ | Karmeliterstraße 1/1d/1e Karte             | bis 1998 von den Unbeschuhten Karmelitinnen genutzt                                    | Anfang des 18. Jahrhunderts               |                  | A 3432          |
| weitere Bilder                | Steinwegekreuz Pützchen-Bechlinghoven                    | Karmeliterstraße/Friedenstraße Karte       |                                                                                        | 1871                                      |                  | A 4062          |
| weitere Bilder                |                                                          | Marktstraße 29 Karte                       |                                                                                        |                                           |                  | A 1496          |
| BW                            | Erzbischöfliches „St. Adelheid-Gymnasium“                | Pützchens Chaussee 133 Karte               | Architekt: Bruno Paul                                                                  | 1924–1925                                 |                  | A 3925          |
| „Marienburg“                  | „Marienburg“                                             | Pützchens Chaussee 137 Karte               |                                                                                        |                                           |                  | A 3969          |